# Projekt Records
Projekt Records (w skrócie: Projekt) – amerykańska niezależna wytwórnia płytowa, założona w 1983 roku na Florydzie przez muzyka elektronicznego Sama Rosenthala w celu wydawania jego własnych nagrań. Po przeprowadzce w 1986 roku do Kalifornii założyciel zaczął wydawać nagrania innych twórców, a w ciągu następnych lat rozszerzył działalność na cały świat wydając muzykę z kręgu takich gatunków jak: darkwave, gothic, muzyka elektroniczna, ambient.
Najbardziej znanymi artystami wytwórni stali się Steve Roach (od 1995) i Voltaire (od 1997),
W latach 90. Projekt Records została powszechnie okrzyknięta amerykańską odpowiedzią na angielską 4AD.

## Historia

### Początki

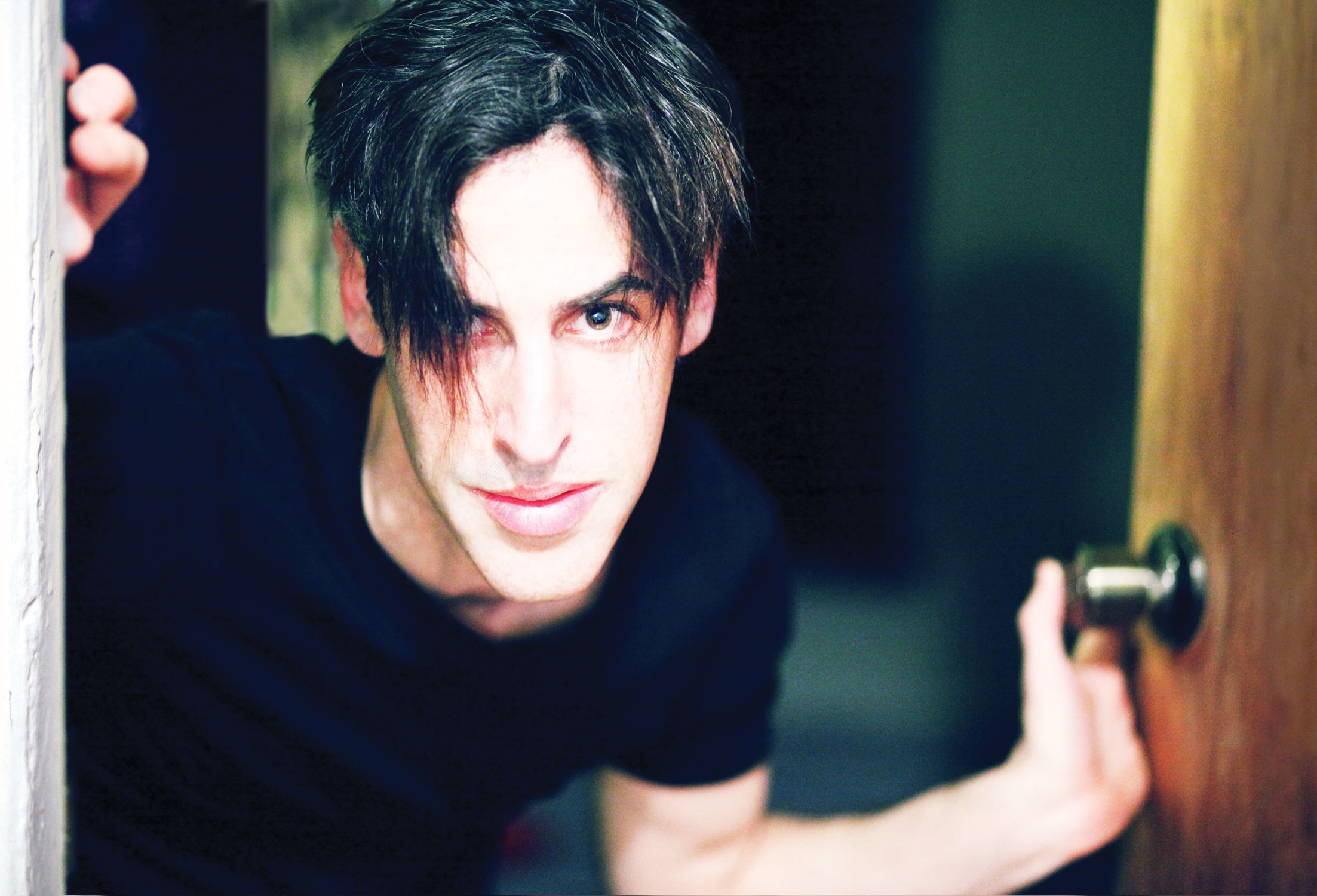
Sam Rosenthal (2009)

Wytwórnię Projekt Records założył latem 1983 roku mieszkający na południu Florydy muzyk elektroniczny i redaktor magazynu Alternative Rhythms, Sam Rosenthal. Początkowo zamierzał wydawać własną muzykę, ale później zainteresował się lokalną sceną muzyczną. Pierwsze wydawnictwa wytwórni ukazywały się wyłącznie na kasetach, będących najtańszym nośnikiem muzycznym. Pierwszym wydawnictwem Projektu była kompilacja kasetowa Projekt Electronic South Florida (nr kat. PESF 1) zawierająca nagrania 9 lokalnych artystów, wydana w liczbie 100 kopii. Rosnące zainteresowanie sprawiło jednak, że Rosenthal zdecydował się wydać w 1985 roku własny album, Tanzmusik (pod pseudonimem Projekt Electronic Amerika) na winylu, choć limitowanej edycji. W kolejnych latach zainteresował się muzyką wytwórni 4AD, proponowaną przez takich wykonawców jak: Cocteau Twins, Dead Can Dance i This Mortal Coil.

### Lata 80.
W 1986 roku Rosenthal przeniósł się do Kalifornii aby studiować. Wkrótce uruchomił dwa kolejne projekty: swój solowy w ramach Black Tape for a Blue Girl oraz Doppler Shift z Walterem Hollandem. Wydał dwa albumy Black Tape for a Blue Girl: The Rope i Mesmerized by the Sirens. Ich muzykę określił mianem „dark, electronic music”, a jako jej wpływy wskazał zarówno Briana Eno, jak i Soft Cell czy This Mortal Coil.
Około 1989 roku Projekt Records rozpoczął wydawanie płyt CD, a wraz z rosnącą dystrybucją wytwórnia zaczęła przyciągać uwagę z dalszych stron świata.

### Lata 90.

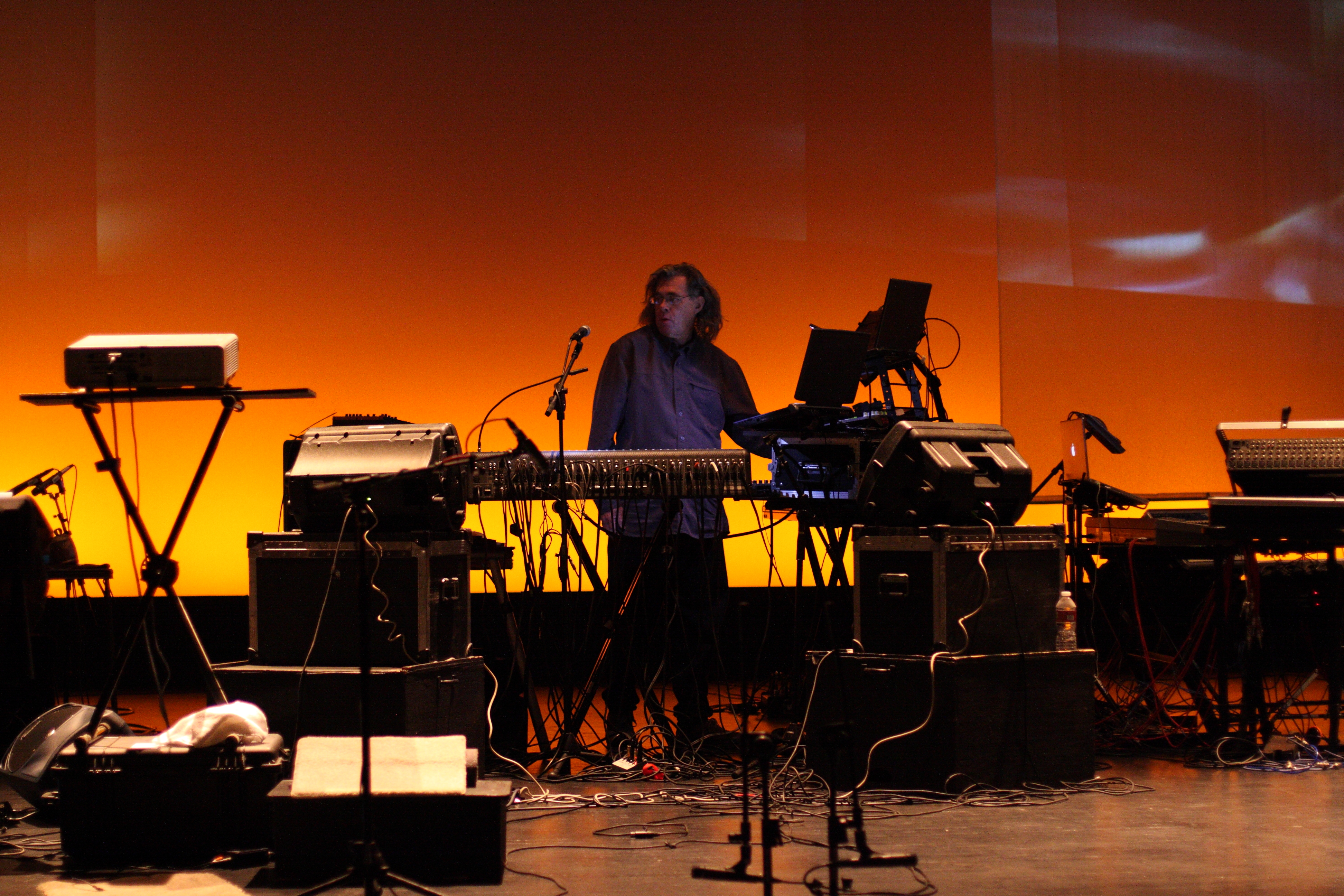
Steve Roach

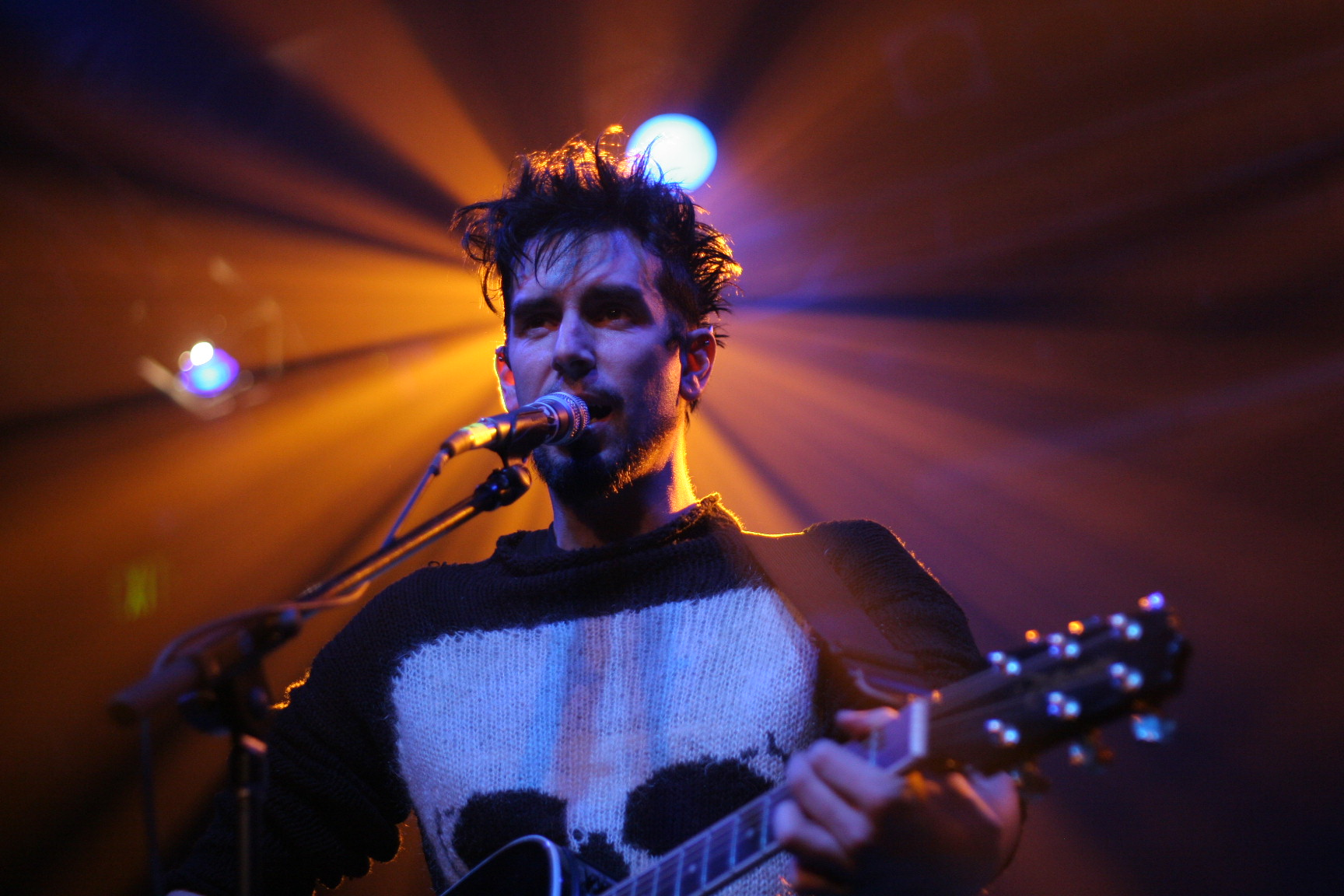
Voltaire

Na początku lat 90. Rosenthal założył własną firmę wysyłkową Projekt: Darkwave, aby sprzedawać swoje wydawnictwa fanom. W kolejnych latach Projekt miał już ugruntowaną pozycję wśród głównych graczy na scenie darkwave, szczególnie w Stanach Zjednoczonych, ale także poza nimi. Do 1991 roku Rosenthal podpisywał kontrakty z nowymi zespołami i już wkrótce sprzedawał ponad 1000 egzemplarzy płyt CD w Europie, co stanowiło około jednej piątej ogólnej sprzedaży wytwórni. Jej zasięg wzrósł po nawiązaniu współpracy z Hyperium Records w Niemczech, a następnie po zawarciu umowy dystrybucyjnej z Contempo (obecnie Audioglobe) we Włoszech.
Kontrakty z wytwórnią podpisały takie zespoły, jak: Attrition (jeszcze w 1989), Lycia (1991), Love Spirals Downwards (1992), Soul Whirling Somewhere i Thanatos (oba 1993) oraz Loveliescrushing (1994). W pierwszej połowie lat 90. najlepiej sprzedającym się wykonawcą był Love Spirals Downwards; każde jego wydawnictwo rozchodziło się w liczbie około 10 tysięcy kopii (Black Tape for a Blue Girl sprzedawał w tym czasie około 9 tysięcy kopii).
W 1995 roku do Projekt Records dołączył jeden z pionierów ambientu, Steve Roach, który od tego czasu nagrał dla niej ponad 75 albumów, spośród których dwa: Spiral Revelation z 2017 roku i Molecules of Motion z 2018 roku otrzymały nominacje do nagrody Grammy w kategorii: Najlepszy album New Age. W 1996 roku w nowej siedzibie wytwórni w Chicago został zorganizowany Festiwal Projekt, powtórzony w roku 1997. W tym samym roku wytwórnia podpisała amerykańską umowę dystrybucyjną z Ryko Distribution, umieszczając swoje wydawnictwa w sieciach Borders i Tower Records. Również w tym samym roku do wytwórni dołączył muzyk Voltaire, wydając pod jej szyldem swój debiutancki album, The Devil’s Bris. W ciągu następnych ponad 20 lat utwierdził swoją pozycję wśród najlepiej sprzedających się artystów Projekt Records.
Pod koniec XX wieku wytwórnia operowała z Queens w Nowym Jorku i choć powszechne zainteresowanie sceną darkwave zaczęło opadać, to w dalszym ciągu utrzymywał się popyt na albumy elektroniczne i ambientowe.

### XXI wiek
Począwszy od połowy I dekady XXI wieku wytwórnia zaczęła przeżywać trudności związane z szerzącym się piractwem internetowym i pobieraniem muzyki z sieci za darmo, wskutek czego Rosenthal, jak stwierdził w wywiadzie dla NPR musiał szukać sposobów na oszczędzanie i redukcję kosztów. W latach 90. zatrudniał 11 osób, podczas gdy w połowie drugiej dekady – dwie osoby na pół etatu. Wraz z innymi artystami stał na stanowisku, że to do nich powinna nadal należeć kontrola nad tym, gdzie pojawia się muzyka, nad którą ciężko pracowali. Zarazem nie uważał, że to on i inni artyści powinni ponosić całą odpowiedzialność za znalezienie każdego miejsca w Internecie, w którym ich muzyka jest umieszczana wbrew ich woli. Nawiązywał przy tym do trwającej w Kongresie dyskusji nad aktualizacją Digital Millennium Copyright Act.
W 2013 roku Rosenthal przeprowadził się do Portland w stanie Oregon, a następnie zaczął korzystać z serwisów crowdfundingowych, aby finansować swoją muzykę i wytwórnię.
W 2023 roku katalog Projekt Records liczył ponad 650 wydawnictw. W ciągu ostatniej dekady wytwórnia skoncentrowała się na muzyce ambient, elektronicznej i kosmicznej - z pomocą niektórych z najbardziej szanowanych i odnoszących sukcesy artystów w tych gatunkach. W tym roku Projekt wylansował dwa nowe zespoły, nieco odmienne od tych z lat 90.; ormiański VeiiLA, którego muzykę Rosenthal określił jako „downtempo pop” oraz włoski DELREI, grający „americanę z domieszką spaghetti-westernu”.
Rosenthal jest również projektantem graficznym swojej wytwórni. Zaprojektował około 85% okładek albumów wydanych przez wytwórnię. Artyści często dostarczają mu obrazy do wyboru, a on opracowuje projekt, podobnie jak 23 Envelope realizował okładki dla 4AD w latach 80..
Oprócz głównej siedziby w Portland wytwórnia ma dwie filie: w Los Angeles i w Filadelfii (2023)